# Libungan
Libungan (Bayan ng Libungan) är en kommun i Filippinerna. Kommunen ligger på ön Mindanao, och tillhör provinsen Cotabato. Folkmängden uppgår till 40 589 invånare.

## Barangayer
Libungan är indelat i 20 barangayer.
| - Bao - Barangiran - Camansi - Dado - Guiling - Kitacubong (Pob.) - Macabasa - Malitubog - Mapurok | - Pacao - Paruayan - Pigcawaran - Rangayen - Lower Dado - Mirasol - Raradangan |